# Энтомологическое общество Канады
Энтомологическое общество Канады (англ. The Entomological Society of Canada или фр. Société d’Entomologie du Canada) — одно из старейших в Канаде научных обществ. Это общество было основано в 1863 году и объединяет специалистов в области энтомологии.

## История
Энтомологическое общество Канады было создано в Торонто 16 апреля 1863 года. Первый Совет Общества состоял из Президента Henry Holmes Croft (1820—1883), Ответственного Секретаря William Saunders (1836–1914) и Куратора J. Hubbert. Первоначально Общество носило другое название — Entomological Society of Ontario, которое и до сих пор существует как провинциальное энтомологическое общество. В 1950 году это общество приняло современное своё наименование и перебазировалось в Оттаву.

## Журналы
Энтомологическое Общество Канады публикует несколько научных периодических изданий:
- The Canadian Entomologist (с 1868 года)
- Bulletin of the Entomological Society of Canada (с 1969 года)
- Memoires of the Entomological Society of Canada (с 1955 года)

## См.также
- Королевское энтомологическое общество Лондона